# Acridotheres melanopterus
Acridotheres melanopterus là một loài chim trong họ Sturnidae.